# Bandar-e Gaz
Bandar-e Gaz (farsi بندر گز) è il capoluogo dello shahrestān di Bandar-e-Gaz, circoscrizione Centrale, nella provincia del Golestan. Aveva, nel 2006, una popolazione di 46.179 abitanti. Si trova sulla costa del mar Caspio.